# 필립 페팃

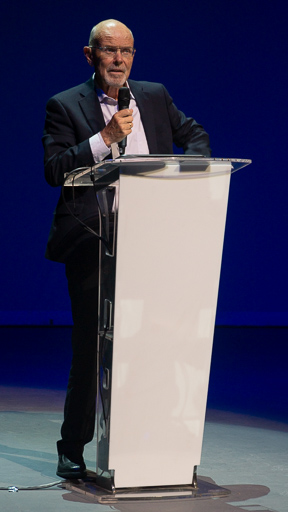

필립 노엘 페팃(Philip Noel Pettit)은 아일랜드의 철학자이자 정치 이론가이다. 프린스턴 대학교의 교수이자 호주 국립 대학교의 철학 교수이다.
페팃은 정치 철학에서 공화주의의 버전을 옹호한다.
페팃은 철학의 한 영역에서 문제에 대해 생각할 때 배운 교훈이 종종 완전히 다른 영역에서 직면한 문제에 대한 해결책을 구성한다고 주장한다. 그가 심리철학에서 옹호하는 견해는 그가 자유 의지의 본질에 대한 형이상학의 문제와 사회 과학 철학의 문제에 대해 제안한 해결책을 불러 일으키고, 이것은 차례로 그가 문제에 제공하는 해결책을 낳는다.